# Vincent Ghadimi
Vincent Ghadimi (né le 14 septembre 1968 à Rocourt dans la province de Liège) est un pianiste et compositeur belge, professeur de piano, de solfège et accompagnateur à l'Académie néerlandophone de Bruxelles.

## Biographie

### Formation
Vincent Ghadimi prend ses premiers cours privés de musique, à l’âge de quinze ans, avec le compositeur et chef de chœur Walter Vandorpe, il entreprend ensuite des études musicales à L'Académie de Schaerbeek où il étudie le piano avec Leonardo Anglani. 
Il suit ensuite les cours d’histoire de la musique (Henri Vanhulst) ainsi que le solfège (Étienne De Lombaert) au Conservatoire royal de Bruxelles. Au Conservatoire Royal de Bruxelles il obtient les premiers prix de piano (Jean-Claude Vanden Eynden) et de musique de chambre (Serge Bémant), ainsi que le Diplôme supérieur de solfège de spécialisation (Michel Lysight). Il suit  également les cours d’harmonie et contrepoint chez Franklin Gyselynck, au Conservatoire de Bruxelles.
Au Conservatoire de Rotterdam, il obtient dans la classe d'Aquiles Delle-Vigne le diplôme de Maître de Musique pour le piano et la musique de chambre avec grande distinction ainsi qu'une spécialisation en piano 4 mains et deux pianos chez Nelson Delle-Vigne Fabbri. Il étudie ensuite avec ce dernier pendant trois ans à l'École normale Alfred-Cortot à Paris et suit également des classes de maître chez Lazar Berman, Zoltán Kocsis, Andrei Nikolsky, Peter Eicher. 
Il suit également divers stages à Mannheim, au Mozarteum à Salzbourg (trois années consécutives), au Festival d’Été à Flaine, à L’École normale Alfred-Cortot de Paris ; à Braine l’Alleud (Music-A Braine L'Alleud),  il devient le temps d’un stage l’assistant de Nelson Delle-Vigne Fabbri. Vincent Ghadimi a reçu très tôt les encouragements écrits du compositeur Joaquín Rodrigo.
Passionné par l’enseignement du chef d'orchestre Sergiu Celibidache, il suit les stages de Phénoménologie de la musique avec son assistant Konrad von Abel. C’est dans cet esprit qu’il donnera un « performance » dans un collège catholique (Sint-Jozef) à Sint-Niklaas en 2009 dans le cadre du « The Milena Principle », organisation dont il a fait partie. Vincent Ghadimi a suivi également quelques cours de direction chorale avec Denis Menier et poursuit actuellement ses cours avec Xavier Haag. Il fait partie du mouvement À Chœur Joie et dirige la chorale The Egmont Voices.

### Carrière
Il participe en tant que compositeur et chef de chœur d’enfants ainsi que chef d’orchestre à l’opéra pour enfants  « Décamero lala » (représenté au Palais des beaux-arts de Bruxelles pour Jeugd en Muziek Brussel, en mai 2005). À ce titre, et afin de mieux préparer le chœur d’enfants, il suit pendant deux ans des cours de chant chez Evelyne Bohen au Hoofdstedelijke Academie voor muziek, woord en dans.
En décembre 2012, il participe en duo avec sa femme Cécile Marichal à un concert en soutien au projet du Cancer Support Grup au centre culturel d'Evere.
« Le Crocodile en-chanté », conte musical interprété avec Laurence Renson (mezzo-soprano) est représenté à L’Entrela (centre culturel d’Evere) dans le cadre de Famizik le 30 mars 2013.
Ses récitals de piano lui ont valu les éloges de la presse tels que : « ... geste ample, toucher élastique, dynamique impressionnante, il offre une musique solidement construite ... » Martine Dumont-Mergeay, La Libre Belgique ; « un pianiste d’exception » Le Télégramme.
Il réside à actuellement à Nivelles et est professeur titulaire de piano et de musique de chambre à l'Académie néerlandophone de Bruxelles (Hoofdstedelijke Academie), en tant qu’artiste il fait partie des « Tournées art et vie » (fédération Wallonie-Bruxelles).

## Concerts
- Belgique : « Château Cheneau » à Braine L’Alleud, « Musée de l’Art Wallon » à Liège, « Palais des beaux-arts de Bruxelles : Salle Studio », Auditorium Kaufmann, Auditorium Maene, Hôtel de ville de Bruxelles, « Salle Delvaux » à Bruxelles, « Salle Jules Bastin » et l'église suédoise à Waterloo.
- France : salle Alfred-Cortot, église Saint-Merri à Paris, église de Brignogan-Plages.
- Allemagne : Conservatoire de Mannheim, Dreikönigskirche à Dresde.
- Autriche : Wiener Saal et Leopold Saal à Salzbourg.
- Hollande : Kleine zaal et Jurriaanse zaal au Doelen à Rotterdam, Volksuniversiteit à Leyde, Muziekcentrum Enschede Arke Zaal, Midzomerfestival de Schollebos.
- Portugal : Atheneu à Porto.
- Italie : Teatro Massari de Marignano, Centre culturel de Turin.
- Espagne : Église San Marco à Ibiza.

En 2005, il crée avec sa femme, la harpiste Cécile Marichal l'ensemble Polyface qui se produit régulièrement en concert (Atelier de la Dolce Vita, Atelier Marcel Hastir, Auditorium Maene, Auditorium Hanlet, Centre culturel Les Chiroux, L’Heure Musicale, Festival au château d’Attalens en Suisse...), explorant le répertoire peu connu pour piano et harpe, ainsi que le répertoire solo de ces deux instruments.

## Distinctions
Vincent Ghadimi est titulaire de deux premiers prix de concours internationaux de piano :
- 1993 : « Doelen », Rotterdam, Pays-Bas[2].
- 1995 : Concours international de piano d'Ibiza, Espagne[2],[7].

## Œuvres et enregistrements
Parallèlement à sa carrière pianistique , il compose de nombreuses œuvres :
- 1991 : Nutations pour clarinette et piano, éd. Alain Van Kerckhoven[8], enregistré chez René Gailly par Ronald Van Spaendonck et Leonardo Anglani[9].
- 1992 : Création au Conservatoire Royal de Bruxelles : Opuscule pour ensemble instrumental.
- 2002 : Jongleurs de Têtes pour piano solo écrit pour le concours d'Orléans (joué par Marina Scalafiotti) obtient dans sa seconde version le Diplôme d’Honneur au Concours TIM 2006, dédié à Roberto Plano.
- 10 chansons pour enfants (en néerlandais), version chant-piano, publié chez Lantro Music, sur des textes de Henk Pringels.
- 2006 : Création au Festival de musique belge contemporaine de Mémoires d'enfance pour piano, dédiées à Benjamin Rawitz, éd. Lantro Music.
- 2 Préludes pour piano dédiées à Nelson Delle-Vigne et Cécile Marichal, éd. Lantro Music.
- Toccatine pour piano dédiée à Jan Michiels, œuvre imposée 2006 en T5 à l’Académie d’Uccle, éd. Lantro Music.
- Toccata pour harpe, dédiée à  Cécile Marichal, éd Lantro Music[6]
- Zoo, œuvre pédagogique pour la harpe (dont « Lions » est œuvre imposée 2008 par le DKO pour le degré inférieur dans toute la Flandre ), éd. Lantro Music
- Circus, œuvre pédagogique pour le piano (pour les degrés inférieurs et moyens), éd Lantro Music.
- Petite suite antique pour flûte et harpe (Prélude-Sarabande-Menuet-Gigue), jouée par Sophie Hallynck et Denis-Pierre Gustin
- Cheese-Impromptu pour harpe et piano
- Pop Corn pour orchestre à cordes, dédié à l’ensemble Desafinado, direction Gabriel Laufer.
- Verd ‘Ivresse’ pour violon et piano , dédié au Duo Gemini
- 2015 : Création belge le 25 avril à L’atelier Marcel Hastir (Bruxelles) : Fantomas fantaisie quasi sonata pour violoncelle et piano, inspiré par l'œuvre du poète Ernst Moerman), création mondiale au Mexique en novembre 2014 (ensuite à Bucarest) par le duo Florescu-Fernandez
- 2014 : Verwonding et Vers, deux Lieder pour soprano et harpe, créés par Martine Reyners et Cécile Marichal au centre culturel d’Overpelt  (septembre 2014) sur des textes de August Van Cauwelaert (textes à propos de la Première Guerre mondiale).
- 2008-2009 : De Zwerver en de Roos conte musical pour quatuor vocal et piano, écrit dans le cadre de Jeugd en Muziek Brussel, pour 6 représentations, dédié à l’ensemble Vocamabile, textes de Geert Vermeire[10].

Ses œuvres sont jouées à de nombreuses occasions au festival de musique belge contemporaine, Festival Émergence.